# Ivan Stambolić
Ivan Stambolić, né le 5 novembre 1936 à Ivanjica et mort assassiné le 20 août 2000 près de la Fruška gora, était un membre de la Ligue des communistes de Yougoslavie et le Président de la République socialiste de Serbie dans les années 1980 ; il a été plus tard victime d'un assassinat.

## Biographie
En septembre 1987, Stambolić devint président de Serbie. Il était le mentor et l'ami personnel de Slobodan Milošević, et l'a soutenu pour son élection en tant que nouveau dirigeant de la Ligue des communistes de Serbie, à la déception des autres dirigeants du parti. Stambolić a passé trois jours pour défendre la candidature de Milošević et a obtenu finalement une victoire serrée, la plus serrée dans l'histoire des élections internes de ce parti.
Stambolić et Milošević partageaient des vues similaires sur les provinces autonomes de Serbie, le Kosovo et la Voïvodine ; tous deux pensant qu'il était nécessaire d'effectuer des changements constitutionnels pour arranger leurs relations avec le centre. Lors du treizième congrès du Parti communiste de Yougoslavie de 1986, Stambolić réussit à rassembler le parti sur sa position et à lancer une commission pour étudier les détails des réformes constitutionnelles qui furent adoptées en 1989. Il voulait également protéger les droits des Serbes et Monténégrins du Kosovo, insistant dès 1982 qu’il allait défendre ces droits quand bien même ses opposants le tiendraient pour un nationaliste prônant la Grande Serbie. Ses vues ne différaient de celles de Milošević que parce que ce dernier voulait une plus grande rapidité dans les réformes et qu’il manifestait une plus grande solidarité avec les manifestants serbes. Ce fut cette question de la vitesse des reformes qui sépara les deux hommes.
Dragiša Pavlović, le successeur libéral de Milošević à la tête de la section du parti de Belgrade, s’est opposé à la politique concernant les serbes du Kosovo, la nommant "vitesse promise à la hâte". Milošević reprocha à Pavlović son manque de fermeté à l’égard des radicaux albanais, contrairement aux conseils de Stambolić. La nuit du 23 au 24 septembre, lors de la session suivante du comité central, qui dura près de 30 heures et qui était diffusée à la télévision nationale, Milošević fit démettre Pavlović, au grand embarras d’Ivan Stambolić, qui dut démissionner quelques jours plus tard sous la pression des partisans de Milošević.
En février 1988, Stambolić fut officiellement démis de ses fonctions et remplacé par Petar Gracanin, à qui succéda l’année suivante Milošević lui-même.
Stambolić disparut mystérieusement le 25 août 2000, durant le  gouvernement de Slobodan Milošević. Le 28 mars 2003 la police a dévoilé le fait qu’il a été assassiné dans le massif de la Fruška gora par huit Serbes appartenant à la police secrète et partisans de Slobodan Milošević. Le 18 juillet 2005, ces hommes et leurs complices ont été jugés coupables du meurtre de Stambolić et ont été condamnés à des peines allant de 15 à 40 ans de prison.